# Кетобемідон
Кетобемідон (англ. Ketobemidone, торгова назва «Кетоган» — синтетичний опіоїдний анальгетик. Його знеболювальна активність знаходиться на рівні морфіну, і він також має деякі властивості антагоніста NMDA-рецептора|, частково завдяки його метаболіту норкетобемідону. Це може зробити його корисним у лікуванні деяких типів болю, які погано реагують на інші опіоїди. Кетобемідон продається в Данії, Ісландії та Норвегії. До 2024 року він був доступний у Швеції, але в цьому році вилучений з аптечного обігу. Кетобемідон застосовується при сильних болях.

## Історія
Кетобемідон був вперше синтезований у 1942 році Айслебом та його колегами в лабораторії компанії «IG Farbenindustrie» під час Другої світової війни. Перше дослідження препарату на людях було опубліковано в 1946 році, і невдовзі його було введено в клінічну практику. Кетобемідон не використовувався в клінічній практиці в США, тому коли був оприлюднений закон про контрольовані речовини 1970 року, його було віднесено до Списку I з ACSCN 9628. Станом на 2013 рік Управління боротьби з наркотиками жодного разу не призначало річної квоти на його виробництво.
Компанія «Pfizer» виробляє кетобемідон під торговими назвами «Кетоган» і «Кеторакс». Він випускається у вигляді таблеток, супозиторіїв і флаконів для ін'єкцій. У деяких країнах представлений препарат з уповільненим вивільненням, який продається під торговою маркою «Кетодур», який містить 10 або 25 мг кетобемідону.

## Фармакологія
Експерименти на колишніх наркоманах показали, що кетобемідон викликає значну залежність, і у високих дозах, порівняно з іншими опіоїдами, може збільшити потенціал зловживання у колишніх і діючих опіоїдних наркоманів. Хоча вперше були запропоновані певні зусилля для розробки проекту резолюції, яка закликає уряди припинити виробництво та використання кетобемідону, цей результат не узгоджувався з клінічними спостереженнями, а інше дослідження 1958 року не виявило, що кетобемідон спричинює більшу залежність, ніж морфін. Це дослідження помітило, що в той час як для морфіну доза для ейфорії така ж, як і для аналгезії, для кетобемідону анальгетична доза була значно нижчою від дози для ейфорії. Таким чином, навіть порівняно з морфіном, кетобемідон може бути набагато ефективнішим, не викликаючи значної ейфорії, і таким чином під наглядом кваліфікованого клініциста може мати менший ризик виникнення залежності. Кетобемідон переважно використовується в скандинавських країнах, а Данія лідирує за статистикою його використання.

## Метаболізм
Кетобемідон переважно метаболізується шляхом кон'югації фенольних гідроксильних груп і N-деметилювання. Лише близько 13—24 % препарату виводиться в незміненому вигляді після внутрішньовенного введення.

## Хімія
Кетобемідон є 1-метил-4-(3-гідроксифеніл)-4-пропіонілпіперидином. Зазвичай він доступний у вигляді гідрохлориду, який є білим порошком. Кетобемідон синтезується шляхом алкілювання (3-метоксифеніл)ацетонітрилу біс(2-хлоретил)метиламіном, з подальшою реакцією з бромідом етилмагнію, і, нарешті, О-деметилюванням бромистоводневою кислотою.
Через нестабільну природу біс(2-хлоретил)метиламіну розроблено багато інших шляхів отримання кетобемідону. Шлях, зображений нижче, полягає в першому алкілуванні того самого (3-метоксифеніл)ацетонітрилу 2-хлор-N, N-диметилетиламіном або 2-хлор-N-бензил-N-метилетиламіном. Далі ці аміни знову алкілюють за допомогою змішаного 1-бром-2-хлоретану, таким чином завершуючи піперидинове кільце, та отримуючи четвертинну амонієву сіль, яку можна декватернізувати за допомогою тіофенольної солі (для N, N-диметиламонію) або каталітичне гідрування (для обох сполук) до загального 4-(3-метоксифеніл)-4-ціано-1-метил-піперидину. Останній дає кетобемідон після реакції Гріньяра з бромідом етилмагнію та розщеплення ефіру.